# Championnats d'Europe de gymnastique rythmique 2018
Navigation
Budapest 2017 Bakou 2019
Les 34es championnats d'Europe de gymnastique rythmique ont eu lieu à Guadalajara, en Espagne, du 1 au 3 juin 2018.

## Médaillées
| Épreuve                       | Or | Argent | Bronze |
| ----------------------------- | --- | --- | --- |
| Seniors et Juniors            | | | |
| Équipes                       | Russie Individuel junior Anastasiia Sergeeva Polina Shmatko Lala Kramarenko Daria Trubnikova Groupe senior Anastasia Bliznyuk Mariia Kravtsova Ksenia Poliakova Anastasiia Tatareva Maria Tolkacheva Anastasia Shishmakova | Ukraine Individuel junior Khrystyna Pohranychna Viktoriia Onopriienko Groupe senior Anastasiya Voznyak Valeriya Yuzviak Valeriya Khanina Daria Kobets Alina Bykhno Diana Myzherytska | Bulgarie Individuel junior Tatyana Volozhanina Anna Kelman Elizabet Yovcheva Groupe senior Elena Bineva Madlen Radukanova Simona Dyankova Laura Traets Stefani Kiryakova |
| Finales individuelles seniors | | | |
| Concours général              | Arina Averina | Dina Averina | Katsiaryna Halkina |
| Finales en groupe senior      | | | |
| Général                       | Russie Anastasia Bliznyuk Mariia Kravtsova Ksenia Poliakova Anastasiia Tatareva Maria Tolkacheva Anastasia Shishmakova | Italie Alessia Maurelli Martina Centofanti Agnese Duranti Martina Santandrea Letizia Cicconcelli Anna Basta                                                                          | Bulgarie Elena Bineva Madlen Radukanova Simona Dyankova Laura Traets Stefani Kiryakova                                                                                   |
| 5 cerceaux                    | Italie Alessia Maurelli Martina Centofanti Agnese Duranti Martina Santandrea Letizia Cicconcelli Anna Basta | Ukraine Anastasiya Voznyak Valeriya Yuzviak Valeriya Khanina Daria Kobets Alina Bykhno Diana Myzherytska                                                                             | Russie Anastasia Bliznyuk Mariia Kravtsova Ksenia Poliakova Anastasiia Tatareva Maria Tolkacheva Anastasia Shishmakova                                                   |
| 3 ballons + 2 cordes          | Bulgarie Elena Bineva Madlen Radukanova Simona Dyankova Laura Traets Stefani Kiryakova | Italie Alessia Maurelli Martina Centofanti Agnese Duranti Martina Santandrea Letizia Cicconcelli Anna Basta                                                                          | Azerbaïdjan Ayshan Bayramova Siyana Vasileva Diana Doman Zeynab Hummatova Aliya Pashayeva                                                                                |
| Finales junior                | | | |
| Cerceau                       | Polina Shmatko | Tatyana Volozhanina | Khrystyna Pohranychna |
| Ballon                        | Lala Kramarenko | Khrystyna Pohranychna | Arzu Jalilova |
| Massues                       | Daria Trubnikova | Anna Kamenshchikova | Valeriia Sotskova |
| Ruban                         | Lala Kramarenko | Khrystyna Pohranychna | Talisa Torretti |